# Return to PopoloCrois
Return to PopoloCrois: A Story of Seasons Fairytale (ポポロクロイス牧場物語) là một trò chơi video nhập vai mô phỏng nông trại dành cho máy Nintendo 3DS. Marvelous AQL phát hành tại Nhật Bản vào ngày 18 tháng 6 năm 2015, Xseed Games phát hành ra toàn thế giới vào ngày 1 tháng 3 năm 2016 và ngày 18 tháng 2 năm 2016.
PopoloCrois là một từ tiếng Ý, kết hợp giữa "popolo" (mọi người) và từ tiếng Pháp "croisé" (băng qua), nhưng được phát âm theo phiên âm (PO-po-lo-croyce).

## Cốt truyện
Trò chơi bắt đầu từ sinh nhật lần thứ 13 của Hoàng tử Pietro của vương quốc PopoloCrois, một vương quốc kỳ diệu, với phép thuật và các hiệp sĩ, tất cả được con người, rồng và tiên nữ cai quản. Ở nơi này, ngay cả một nhà khoa học điên rồ từng chế tạo ra những con robot khổng lồ và cố gắng chiếm lấy thế giới bằng vũ lực cũng có thể được tha thứ và trở thành một người quan trọng. Vương quốc hiện đang được chủ trì bởi một vị vua loài người tên là Paulo, với người con trai lai rồng của ông là Pietro, chuẩn bị kế vị ngai vàng.
Hoàng tử Pietro đã nhiều lần cứu vương quốc khỏi thảm họa với sự giúp đỡ của bạn bè, và được người dân coi là biểu tượng, niềm tự hào của cả vùng đất. Vì vậy, khi đến sinh nhật lần thứ 13 của hoàng tử, toàn bộ thần dân vui mừng khôn xiết, tập trung tại lâu đài cho bữa tiệc lớn nhất mà mọi người chưa từng thấy bao giờ.
Nhưng trong số họ có một vị khách rất đặc biệt là Lady Marmela, sứ giả đến từ một vương quốc ở thế giới Galariland xa xăm. Đất nước của cô đã bị tàn phá bởi những sinh vật bóng tối, chúng làm hỏng đất, ngăn cản cây trồng phát triển - và vì hiện tượng tương tự cũng đang xảy ra ở PopoloCrois, nên nhà vua trẻ tìm kiếm lời khuyên từ cô.
Hoàng tử Pietro đích thân đến thăm Galariland với tư cách là sử giả của PopoloCrois, nhằm tận mắt chứng kiến thiệt hại và tìm hiểu tất cả những cách mà người Galari đang làm để chống lại sinh vật bóng tối. Nhưng khi đến nơi, anh phát hiện ra mình không thể trở về nhà, và ngay cả cái tên quyền quý của anh cũng không có chút ảnh hưởng nào đối với những con người ở thế giới mới này.

## Lối chơi

### Trồng cây
Người chơi sẽ cuốc đất, gieo hạt, tưới nước và cuối cùng là thu hoạch hàng chục loại cây trồng độc đáo suốt năm, rải rác khắp Galariland. Tất cả diễn biến sẽ xảy ra trong thời gian thực, với các thông báo hiển thị ở màn hình phía trên, cho người chơi biết khi nào cần đến sản phẩm của mình.

### Trận chiến
Các trận chiến trong game là đấu theo lượt, sẽ xảy ra trên một mạng lưới nhỏ với các chướng ngại vật, cho phép định vị chiến lược và sử dụng các khả năng gây hiệu ứng để hạ gục kẻ địch. Nếu cảm thấy có quá nhiều trận chiến ngẫu nhiên, người chơi luôn có thể giảm tỷ lệ nảy thông qua menu tùy chọn của trò chơi.

### Chăm sóc động vật
Có thể nhận nuôi các loài động vật và nuôi nhốt trong chuồng ở trang trại của người chơi, bao gồm "cuckotti" (gà), "sumoo" (bò) và "pacapaca" (alpacas). Hãy luôn giữ cho chúng được ăn uống đầy đủ, nói chuyện với chúng và cho chúng ăn vặt mọi lúc mọi nơi, và chúng sẽ đáp lại sự ưu ái bằng cách cung cấp cho người chơi trứng, sữa hoặc lông thú để hỗ trợ người chơi trong các nhiệm vụ tại làng.

### Bắt côn trùng
Giống như khai thác đá, người chơi cần có một cái lưới để bắt côn trùng, nhằm lưu giữ một số mẫu vật quý hiếm từ một số mảng hoa nhất định trên khắp Galariland. Sau đó, những con côn trùng này có thể đem bán cho một ông già kỳ lạ, ông này người thường xuyên quanh quẩn trong trang trại của người chơi. Đặc biệt là vì số lượng bọ khá là quý hiếm, người chơi càng bán cho ông ta nhiều côn trùng thì càng nhận được nhiều tiền và giải thưởng! Khi thời gian trôi qua, sẽ có nhiều sinh vật đến tìm kiếm những mảng hoa mà người chơi đã trồng và chu kỳ có thể bắt đầu lại một lần nữa.

### Kết bạn
Khắp vương quốc, có ít nhất một cô gái được Lady Galariel, vị thần hộ mệnh của Galariland, ban phước đặc biệt. Nếu Hoàng tử Pietro có thể kết bạn với những cô gái này, thì phước lành của họ có thể sẽ đến với anh và trang trại của anh, mang lại nhiều lợi ích cho anh ấy trong chuyến phiêu lưu. Nói chuyện thường xuyên với những thiếu nữ này - tặng quà cho họ và lắng nghe khi họ cần một người thân thiện, và bạn cũng có thể chia sẻ tiền thưởng từ Lady Galariel!

### Nhiệm vụ phụ
Các NPC trên khắp PopoloCrois và Galariland sẽ giao cho người chơi hàng trăm nhiệm vụ phụ - và tất cả không phải chỉ là đơn giản là đi nhận nhiệm vụ và săn quái vật. Những nhiệm vụ có thể là giải cứu gà, huấn luyện robot, tổng hợp những vật phẩm sáng tạo, làm gián điệp và hơn thế nữa.

## Phát triển
Thế giới, các nhân vật và tình huống được mô tả chi tiết trong biên niên sử của PopoloCrois không bắt nguồn từ trò chơi điện tử, mà là một bộ truyện tranh hoặc manga do tác gia Tamori Yohsuke chấp bút. Bộ manga chính thức ra mắt vào cuối năm 1978 và đầu năm 1979 thông qua các tạp chí Nhật Bản là "Dakkusu" và "Pafu" trước khi được đăng thành nhiều kỳ vào năm 1981 trên Asahi Shougakusei Shimbun. Thế giới lần đầu tiên được biết đến Hoàng tử Pietro Pakapuka, Narcia, Hiệp sĩ Trắng, Ác quỷ GamiGami, Guilda, Nam tước áo đen và nhiều nhân vật khác. Bộ manga nhằm mục đích mang lại tính thẩm mỹ giả tưởng mới mẻ, vui nhộn trong bối cảnh truyện tranh Nhật Bản đương đại.
Người chơi có thể tùy chọn chơi với một trong hai bản lồng tiếng Nhật Bản (một bản sử dụng nhiều diễn viên truyền thống hơn cho các vai Hoàng tử Pietro và Narcia, bản còn lại sử dụng các diễn viên "phong cách anime" hiện đại hơn) hoặc bản lồng tiếng Anh mới với những giọng nói đa dạng.

## Tiếp nhận
Return to PopoloCrois: A Story of Seasons Fairytale đã nhận được hầu hết các đánh giá tích cực đến hỗn hợp từ các nhà phê bình, đạt 72/100 điểm trên Metacritic.
James Cunningham của Hardcore Gamer đã đánh giá trò chơi là 4 trên 5 nói: "Mặc dù phải mất một chút thời gian để đưa tất cả các yếu tố gameplay vào vị trí, Return to PopoloCrois: A Story of Seasons Fairy Tale hoàn toàn quyến rũ ngay từ khi bắt đầu."
Chris Carter từ Destructoid đánh giá trò chơi 7/10 khi nói rằng "Câu chuyện chính dài khoảng 30 giờ hoặc lâu hơn, nhưng người chơi có thể trộn lẫn với tất cả nội dung phụ và khía cạnh trồng trọt, đây là một lý do hoàn hảo để dành nhiều tuần liên tục để chơi trên một thiết bị di động."